# Pengiran Anak Sarah
Pengiran Anak Isteri Pengiran Anak Sarah (jawi: ڤڠيرن انق استري ڤڠيرن انق ساراه) (Bandar Seri Begawan, 9 de abril de 1987) es la esposa del príncipe heredero de Brunéi, Al-Muhtadee Billah. Como hija de un miembro lejano de la familia real, es considerada una plebeya. Mientras asistía al curso preuniversitario, a la edad de 17 años, contrajo matrimonio con el príncipe heredero. La pareja ha tenido cuatro hijos. Su título no es el de Princesa Heredera, puesto que no tiene un origen directo real, por ello es sólo la Real Consorte del Príncipe Heredero.

## Primeros años
Nació como Dayangku Sarah binti Pengiran Salleh en el Hospital Raja Isteri Pengiran Anak Saleha, en Bandar Seri Begawan, como el tercer hijo y única chica de Pengiran Salleh Abdul Rahaman Pengiran Damit y de su esposa, Dayang Rinawaty Abdullah (nacida Suzanne Aeby). Su padre (nacido el 1 de junio de 1950) es un miembro lejano de la familia real bruneiana, y trabajó como asistente jefe de laboratorio en la División del Servicio de Agua del Departamento de Asuntos Públicos de Brunéi. Su madre (nacida el 3 de marzo de 1954 en Friburgo, Suiza) es enfermera, y trabajó en el Hospital Raja Isteri Pengiran Anak Saleha. Sus padres se conocieron en el Reino Unido en los años 1970, mientras estudiaban.
Sus dos hermanos varones mayores son Awangku Irwan and Awangku Adrian.
Pengiran Anak Sarah asistió a la St. Andrew's School desde 1993 hasta 1998, y posteriormente acudió al Paduka Seri Begawan Sultan Science College, donde ella pasó su nivel en el año 2003. Al-Muhtadee Billah es asimismo exalumno de ambas escuelas. Ella realizó su educación preuniversitaria en el último centro citado.
Le gustan la música y el teatro, clásico y moderno.

## Matrimonio y descendencia
El 9 de marzo de 2004, mientras asistía al Paduka Seri Begawan Sultan Science College, contrajo matrimonio con el príncipe heredero Al-Muhtadee Billah, de entonces treinta años de edad, en una ceremonia celebrada en el Palacio de Nurul Iman. Fue llamada "La Boda Asiática del Año", y asistieron numerosos dignatarios, incluyendo miembros de casas reales extranjeras y jefes de gobierno. Después de la ceremonia, la pareja real realizó un paseo en Rolls-Royce por la capital, Bandar Seri Begawan.
El 17 de marzo de 2007, Pengiran Anak Sarah dio a luz a su primer hijo y futuro heredero, Pengiran Muda Abdul Muntaqim, en el Hospital Raja Isteri Pengiran Anak Saleha.
La pareja dio la bienvenida a su segundo hijo, una niña, Pengiran Anak Muneerah Madhul, el 2 de enero de 2011.
Posteriormente, el 7 de junio de 2015 nació un hijo varón, Pengiran Muda Muhammad Aiman y el 1 de diciembre de 2017 una niña, Pengiran Anak Faathimah Az-Zahraa.

## Princesa
Ingresó en la Universidad de Brunei Darussalam, donde se graduó con honores de primera clase el octubre de 2010, recibiendo un Bachelor of Arts en Políticas Públicas y Administración. Fue miembro de los cadetes universitarios del ejército y formó parte del equipo de  netball universitario.

## Títulos y tratamientos
| ● 9 de abril de 1987-9 de septiembre de 2004: | Su alteza Sarah binti Pengiran Salleh         |
| ● 9 de septiembre de 2004-presente:           | Su alteza real la princesa heredera de Brunéi |

## Distinciones honoríficas

### Distinciones honoríficas bruneanas
- Dama de Primera Clase de la Orden de la Familia Real de Brunéi [DK I] (15/07/2005)[8][9]
- Medalla Conmemorativa del Jubileo de Oro del Sultán de Brunéi (05/10/2017).

### Distinciones honoríficas extranjeras
- Dama Gran Cordón Clase Especial de la Orden del Renacimiento (Reino Hachemita de Jordania, 13/05/2008).[8]
- Dama Gran Cruz de la  Orden de la Corona (Reino de los Países Bajos, 21/01/2013).[10]